# گلزار والا
گلزار والا (به انگلیسی: Gulzarwala) یک منطقهٔ مسکونی در پاکستان است که در پنجاب واقع شده‌است. گلزار والا ۱۲۶ متر بالاتر از سطح دریا واقع شده‌است.